# Cachuelita Bajo
Cachuelita Bajo (auch: Cachuelita Baja) ist eine Ortschaft im Departamento Pando im Tiefland des südamerikanischen Anden-Staates Bolivien.

## Lage im Nahraum
Cachuelita Bajo ist eine Ortschaft des Municipios Porvenir in der Provinz Nicolás Suárez und liegt auf einer Höhe von 226 m. Die Ortschaft liegt neun Straßenkilometer südwestlich von Porvenir, der zentralen Stadt des Municipios, am linken, nördlichen Ufer des Río Tahuamanu, der in seinem weiteren Verlauf den Namen Río Orthon trägt und in den Río Beni mündet.

## Geographie
Cachuelita Bajo liegt im bolivianischen Teil des Amazonasbeckens, nordöstlich vorgelagert den Ausläufern der peruanischen Cordillera Oriental im tropischen Regenklima der Äquatorialzone.
Die mittlere Durchschnittstemperatur der Region liegt bei knapp 26 °C und schwankt sowohl im Jahres- wie im Tagesverlauf nur unwesentlich, nur in den trockenen Wintermonaten von Juni bis August liegt sie aufgrund der nächtlichen Wärmeabstrahlung bei offener Wolkendecke geringfügig niedriger (siehe Klimadiagramm Porvenir). Der Jahresniederschlag beträgt etwa 1900 mm und weist während der Regenzeit über mehr als die Hälfte des Jahres Monatswerte zwischen 150 und 300 mm auf, nur in der kurzen Trockenzeit von Juni bis August sinken die Niederschläge auf Monatswerte unter 50 mm.

## Verkehrsnetz
Cachuelita Bajo liegt in einer Entfernung von 42 Straßenkilometern südlich von Cobija, der Hauptstadt des gleichnamigen Departamentos.
Von Cobija führt die asphaltierte Nationalstraße Ruta 13 in südlicher Richtung bis Porvenir und von dort aus weiter in östlicher Richtung über weitere 337 Kilometer bis El Triangulo im Departamento Beni, wo sie auf die nord-südlich verlaufende Ruta 8 von Guayaramerín nach Rurrenabaque trifft.
Porvenir ist gleichzeitig Anfangspunkt der Ruta 16, die über Cachuelita Bajo nach Chivé führt und nach Fertigstellung der Verlängerung südlich von Chivé einmal das gesamte westliche Tiefland im Grenzraum zu Peru erschließen soll.

## Bevölkerung
Die Einwohnerzahl des Ortes ist im vergangenen Jahrzehnt auf das Doppelte angestiegen:
| Jahr | Einwohner   | Quelle       |
| ---- | ----------- | ------------ |
| 1992 | keine Daten | Volkszählung |
| 2001 | 61          | Volkszählung |
| 2012 | 122         | Volkszählung |
| 2024 |             | Volkszählung |